# Млава Красная
«Млава Красная» — роман российских фантастов Веры Камши и Ника Перумова в жанре альтернативной истории.

## Сюжет
26 июля 1824 года возле саксонского городка Зульбург вновь коронованный император Франции Буонапарте даёт бой войскам Прусского королевства и Российской державы, в рядах которых плечом к плечу сражаются наследники прусского и российского престолов Иоганн и Севастьян, барон Александер фон Шуленберг, Герберт фон Пламмет, полковники Булашевич и Орлов, штабс-ротмистр Тауберт и многие другие офицеры. В решающий момент им совместными усилиями удаётся отбить атаку императорской гвардии, и Буонапарте отступает к Рейну. Когда англо-свейская армия высаживается во Франции и захватывает Париж, император оказывается окончательно разбит в бою за столицу и кончает жизнь самоубийством.
2 сентября 1849 года в Анассеополе (аналог Санкт-Петербурга, стоящий, однако, не в устье Невы, а у её истока из Ладожского озера; Москва в романе ни разу не упоминается, а предыдущей столицей называется Владимир) василевс Арсений Кронидович зачитывает манифест-ультиматум, угрожая войной герцогу находящейся под прусским протекторатом Ливонии, если тот не прекратит притеснения вернославных (аналог православия). Несмотря на возражения ставших военным министром и шефом жандармов Орлова и Тауберта, василевс отправляет к русско-ливонской границе, проходящей по берегу реки Млава (в романе), Второй армейский корпус под командованием генерала Шаховского, в который входят, помимо прочих, Югорский стрелковый батальон подполковника Сажнева и лейб-гвардии гренадерский полк полковника Росского. Прусский посол в Анассеополе, граф фон Шуленберг, подозревает англичан в стравливании Державы и Пруссии и безуспешно пытается убедить Берлин, что в планы русских не входит военный захват Ливонии.
Второй корпус выходит к Млаве 29 октября. Сажнев лично отправляется в разведку на другой берег, нарушив прямой приказ Шаховского, и обнаруживает там знаменитую наёмную бригаду отставного прусского генерала фон Пламмета, которая, по данным разведки, должна была воевать в Испании. Сажнев докладывает о неприятеле Шаховскому, но тот и его начальник штаба князь Ломинадзев возмущены нарушением приказа и не желают его слушать, и только вмешательство Росского заставляет штаб воспринять его слова всерьёз. Тем не менее, когда фон Пламмет в ту же ночь внезапно форсирует реку и атакует, единственной частью, которой удаётся оказать ему значительное сопротивление, оказываются стрелки самого Сажнева. Задержав фон Пламмета, они дают Росскому время собрать остатки Второго корпуса возле селения Заячьи Уши, в то время как Шаховской со штабом уходят в Кёхтельберг. Росский берёт на себя командование импровизированной «Млавской сводной бригадой» и на следующее утро отбивает атаку фон Пламмета, заставив его отступить обратно за Млаву. Во время боя отличается гусар граф Богунов, захватив несколько прусских пушек и получив ранение руки. Росский отправляет его в Анассеополь с докладом для Орлова, а сам, тем временем, вопреки прибывшим приказам Шаховского, переправляется через Млаву и преследует фон Пламмета.
Английская и прусская разведки докладывают своим послам в Анассеополе о разгроме Второго корпуса, утверждая, что русские первыми пересекли Млаву. Вскоре прибывает и доклад Шаховского, который валит вину за поражение на югорцев и лично Сажнева, сначала самовольно перешедших Млаву, а потом якобы бежавших, бросив знамя. Василевс Арсений Кронидович убит новостями о бегстве одного из своих любимых стрелковых батальонов и посылает к Млаве подкрепления под командованием генерала Булашевича, горячего поклонника методов Суворова. Однако вскоре до Анассеополя добирается и раненый гусар Богунов, которого Тауберт и Орлов немедленно доставляют к василевсу. Благодаря докладу очевидца становится известным истинное положение дел, честь югорцев и их командира восстановлена, а последнего вместе с Росским василевс представляет к орденам.
Тем временем Росский преследует фон Пламмета, отступающего к городу Анксальт. Хотя местные жители не препятствуют, но и не приветствуют русских (даже «вернославные»), оставленные фон Пламметом засады ведут против них партизанские действия — здесь приходится кстати боевой опыт, полученный югорцами на Капказе. В Анксальте фон Пламмет останавливается, а сам город оказывается окруженным сооруженными заранее укреплениями, поэтому Росский решает тянуть время до подхода остальных войск. После одной из стычек он отправляет своего начальника штаба Вяземского парламентёром договариваться об обмене ранеными, но тот погибает при подозрительных обстоятельствах. Росский удерживает своих офицеров от расправы над немецким парламентёром, привезшим тело Вяземского, но даёт баварцу слово сделать всё, чтобы уничтожить фон Пламмета вместе со всей его бригадой. Вскоре прибывает Булашевич и немедленно отстраняет также прибывшего Ломинадзева от командования. Росскому удаётся отговорить генерала от лобовой атаки на Анксальт и предложить свой план штурма.
В Анассеполе Тауберт и Орлов обсуждают сложившееся положение и понимают, что фон Пламмет не только подготовился к войне ещё до манифеста василевса, но и заранее знал, где и когда Второй корпус выйдет на ливонскую границу, а значит, в Анассеополе действует высокопоставленный шпион. Чуть позже Орлова на светском приёме «случайно» встречает фон Шуленберг и, апеллируя к старой зульбургской дружбе, просит откровенного разговора, в ходе которого оба осознают, что в столкновении между Державой и Пруссией победит только Англия и что предотвратить эскалацию «млавского инцидента» в большую европейскую войну ни у одного из них нет никакой возможности.

## Персонажи
- Сергий Григорьевич Орлов — граф, военный министр Державы. Участник буонапартовских войн, позднее — восстания 1827 года (аналог декабристов). После раскрытия заговора распустил свои части и сдался властям, был сослан, но впоследствии прощён василевсом и назначен министром.
- Николай Леопольдович Тауберт — граф, начальник Жандармской стражи. В 1827 году отдал приказ открыть огонь по восставшим, застрелившим князя Петра Ивановича Арцакова-Калужинского (аналог Михаила Милорадовича), в результате чего они были подавлены. Крёстный отец княжны Зинаиды Авксентьевны.
- Александер фон Шуленберг  — граф, посол королевства Пруссии в Анассеополе.
- Арсений Кронидович (Алдасьев-Серебряный) — правящий василевс (император) Державы. Дом Алдасьевых-Серебряных происходит от князя Кия и правит Державой около двух веков. Арсений Кронидович (примерный аналог Николая I) был коронован ок. 1829 г., после внезапной смерти отца, Кронида Антоновича, и отречения старшего брата Севастьяна.
- Александр Афанасьевич Булашевич — князь, генерал от кавалерии, «сын героя и сам герой». Начал военную службу в 15 лет и очень популярен в войсках. Во всём старается подражать своему кумиру, князю Александру Васильевичу Суворову.
- Фёдор Сигизмундович Росский — полковник, командир лейб-гвардии Калужинского и Зульбургского гренадерского полка.
- Михаил Константинович Вяземский — подполковник, начальник штаба при Росском.
- Григорий Пантелеевич Сажнев — подполковник, командир 2-го отдельного Югорского стрелкового батальона, вооружённого новейшими штуцерами (см. Kammerlader) под личным патронажем василевса Арсения Кронидовича. Ветеран Капказской войны, служивший на «Зелёной линии».
- Егор Онофриевич Петровский — унтер-офицер Югорского батальона. Владеет народной ворожбой — умеет заговаривать «зимовичек» (они же «бабы зимние»), потусторонние силы из югорского фольклора. Неоднократно спасает Сажнева от сверхъестественных опасностей (реальность которых в романе остаётся неоднозначной).
- Никита Степанович Богунов — граф, гусарский штабс-ротмистр.
- Леонтий Аппианович Шаховской — князь, генерал от инфантерии, назначенный командующим Вторым корпусом.
- Ираклий Луарсабович Ломинадзев — князь, генерал-лейтенант, начальник штаба Второго корпуса.
- Михайло Шигорин — князь, служащий во Втором корпусе в низших чинах во искупление не описанных провинностей в прошлом. Прозвище — «Мишель-Дьявол».
- Авксентий Маркович Алдасьев — великий князь, дальний родственник василевса («праправнук правившего монарха»). Резиденция — в Хотчине.
- Зинаида Авксентьевна («Зюка») Алдасьева — великая княжна.
- Геннадий Авксентьевич («Геда») Алдасьев — великий князь, офицер лейб-гвардии Кавалергардского полка.
- Лорд Грили — посол английской королевы Анны (аналог Виктории) в Анассеополе.
- Герберт фон Пламмет — отставной прусский генерал-майор, бывший военный атташе в Анассеополе (выгнан из страны за заговор). При негласной поддержке прусского кайзера Иоганна (аналог Фридриха Вильгельма VI) сформировал наёмную дивизию, известную как «новые кондотьеры», «чёрные волки» и «Баварские чёрные драгуны», с которой Второй корпус сталкивается на Млаве.

## История создания
В 2007 году Перумов отрицал возможный проект в соавторстве с кем-то, но в качестве идеологически близких фантастов называл на первом месте Веру Камшу:
<...> Из фантастики люди, которые близки мне идеологически - Вера Камша, Сережа Лукьяненко, Слава Логинов, теперь вот Вадим Панов.
<...> Что касается других возможных соавторов, то все возможно, но я боюсь загадывать. Потому что соавторство такая вещь... Никогда не знаешь... Нужны два человека, чтобы станцевать танго. Когда срастется что-то, тогда можно будет об этом говорить. А пока такого нет.Ник Перумов
Однако, Вера Камша в интервью «Миру фантастики» назвала 2005 год началом создания:
А мы этим совместным творчеством заниматься и не переставали. Как начали, кажется, в 2005 году сочинять, так и писали потихоньку, для души, десятки раз гоняя друг другу по e-mail один и тот же эпизод. Сейчас редко пишут годами, не загадывая, будет ли это издано и если будет, то когда и как.Вера Камша
Книга создавалась с 2005 года медленными темпами и изначально не выходила за рамки чернового межавторского произведения. Однако, после того, как Перумов отнёс черновики «Млавы Красной» издателю, темп написания книги резко вырос.
Опубликованный в сборнике «Герои на все времена» (2010) рассказ «Воевода и ночь» (соавторства Перумова и Камши) является приквелом к «Млаве» и посвящён восхождению на престол первого представителя династии Алдасьевых-Серебряных, которым закончилось Смутное время.

## Критика
Критика тепло приняла книгу. Так, журнал «Мир Фантастики» оценил книгу в девять баллов из десяти возможных, отметив в качестве плюсов хорошую проработанность вселенной, отличные батальные сцены и второстепенные персонажи, однако в качестве минусов были названы излишняя прямолинейность сюжета и малое количество проявлений второстепенных персонажей.

### Награды
- Мир фантастики, Итоги 2011 // Альтернативная история[4]

### Номинации
- Мир фантастики, Итоги 2011 // Книга года [номинация][4]
- Мир фантастики, Итоги 2011 // Отечественная фантастика [номинация][4]